# Jaskinia Zwolińskiego

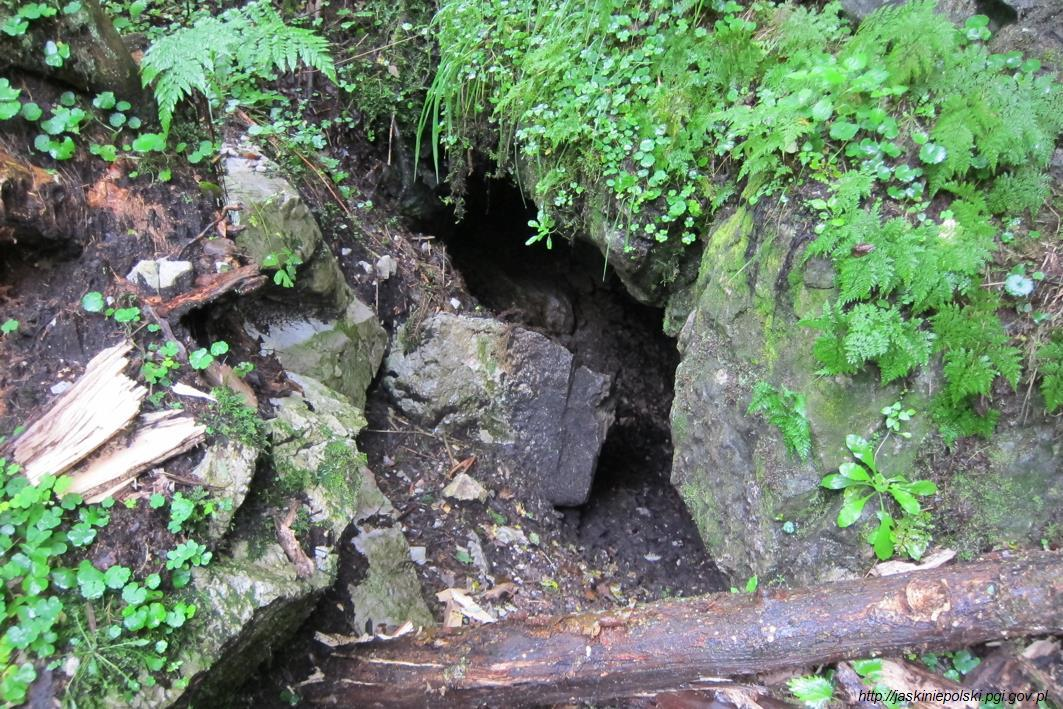
Otwór jaskini

Jaskinia Zwolińskiego (Grotka Zwolińskiego) – jaskinia w Dolinie Kasprowej w Tatrach Zachodnich. Wejście do niej znajduje się we wschodnim zboczu Myślenickich Turni na wysokości 1314 metrów n.p.m. Długość jaskini wynosi 301,5 metra, a jej deniwelacja 34,2 metra.

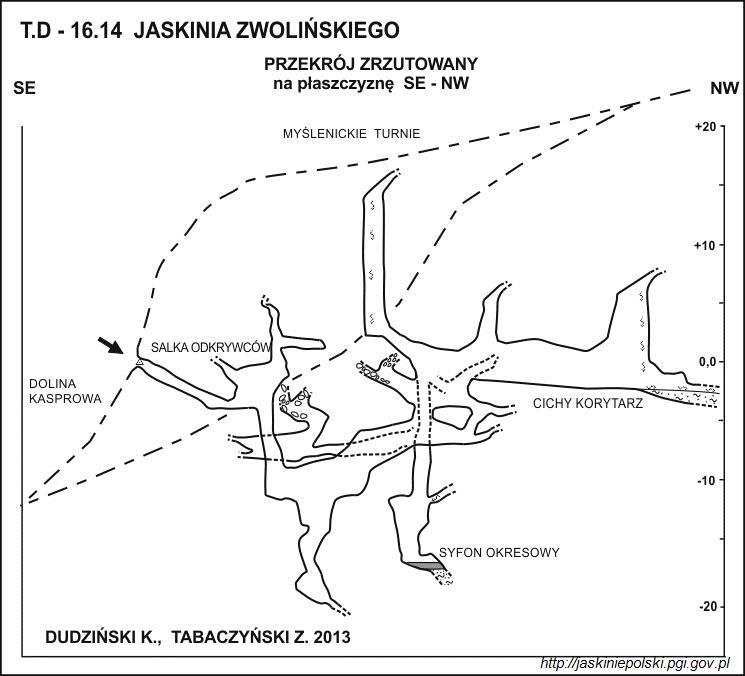
Przekrój jaskini

## Opis jaskini
Od niewielkiego otworu wejściowego prowadzi korytarzyk, który przechodzi w ciasny przełaz (często z wodą). Za nim znajduje się Salka Odkrywców. Jej południowa część przechodzi w krótki korytarzyk idący do góry. Zaczyna się tu też wąska, 10-metrowa studzienka, która prowadzi do obszernego meandra kończącego się w Salce Sokołów. Dochodzą tu dwa ciągi idące z południowego wschodu i przecinając salkę biegną dalej w kierunku północno-zachodnim.  
- Ciąg północno-wschodni prowadzi do Sali pod Moreną. Niskim przełazem idzie się do niewielkiej salki, a dalej po przejściu dwóch zwężeń dochodzi się Sali pod Moreną. W południowej części sala przechodzi w obszerny korytarzyk kończący się ślepo.
- W górnej części Salki Sokołów odchodzi  korytarz, o owalnym przekroju. Jest to Suchy Korytarz, który w pewnym momencie przechodzi w ciasne szczeliny (wcześniej odchodzi boczny ciąg zakończony małym, bezodpływowym jeziorkiem). Dalej wąskim przełazem dochodzi się do poprzecznego korytarza. W końcowej części ma on charakter zawaliskowy. Prawdopodobnie Suchy Korytarz i korytarz biegnący z Sali pod Moreną, łączyły się w przeszłości, tworząc dawne otwory jaskini.
- W kierunku południowo-zachodnim odchodzą dwa ciągi. Pierwszy jest kontynuacją Suchego Korytarza. Drugi jest zapewne kontynuacją obu ciągów biegnących spod moreny. Oba korytarze łączą się po kilku metrach w niewielkiej salce, w której w części północnej znajduje się niski przełaz. Za nim znajduje się druga salka. Obie salki mają charakter zawaliskowy i kończą się niedostępnymi szczelinami. Z północno-wschodniej części drugiej salki idzie korytarzyk prowadząc do dalszej części jaskini. Aby dostać się do tego ciągu należy pokonać próg o wysokości około 3,5 metrów. Dalej ciąg przechodzi się obok studzienki (15 metrów głębokości). Główny korytarz zmienia tu na krótko kierunek i przybiera formę obszernego chodnika o charakterze zawaliskowym. Z kierunku południowego dochodzi w tym miejscu stromo wznoszący się, równoległy ciąg również o charakterze zawaliskowym. Kończy się on niedostępną szczeliną podobnie jak leżące pod nim zawaliskowe salki. Zjeżdżając studzienką dociera się do niewielkiej salki, z której po zaklinowanych wantach schodzi się stromym progiem do Syfonu Okresowego. Jest to najniższy punkt jaskini. Główny ciąg, po minięciu studzienki, po paru metrach przechodzi w wysoki szczelinowy korytarz (Cichy Korytarz). Jego przedłużenie w kierunku północno-wschodnim kończy się kominem o wysokości około 12 metrów. Cichy Korytarz jest najbardziej obszerny z dotychczas poznanych ciągów jaskini. W kierunku zachodnim rozszerza się on i stopniowo obniża. Zamyka go zamulony syfon[2].

## Przyroda
Jaskinię stanowi system krzyżujących się ze sobą szczelinowych korytarzy. 

W jaskini występują polewy naciekowe, nacieki grzybkowe i drobne stalaktyty. 

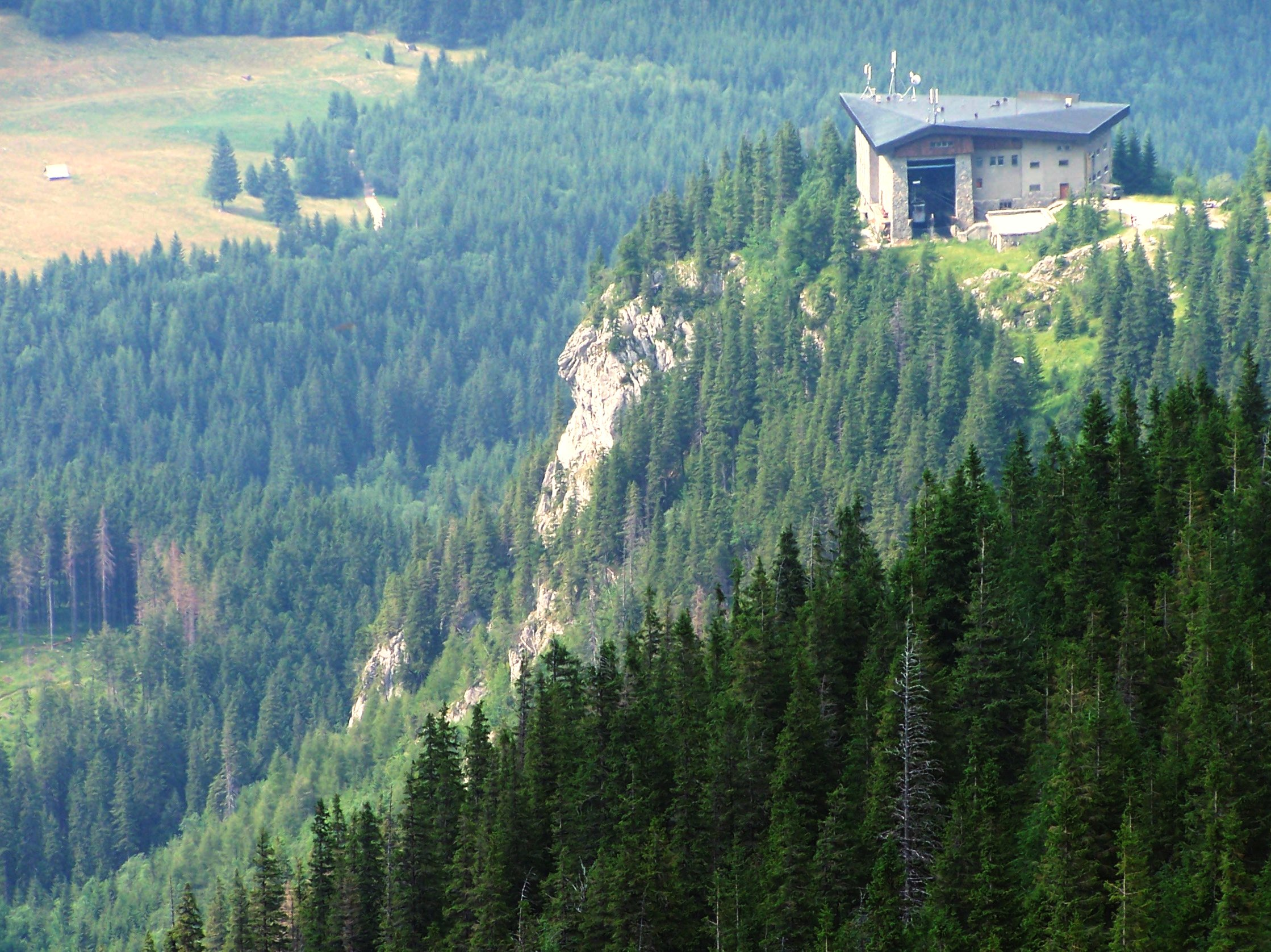
Myślenickie Turnie

## Historia odkryć
Jaskinia, a właściwie niewielka grota, była prawdopodobnie znana od dawna. 27 i 28 września 1933 roku Stefan Zwoliński z paroma robotnikami  rozkopał część wstępną jaskini i zbadał ją do początkowego przełazu. Potem na wiele lat grota uległa zapomnieniu. 
Dopiero w sierpniu 2012 roku K. Dudzińskiemu udało się przedostać za początkowy przełaz do Salki Odkrywców.
W trakcie kolejnych wypraw polscy i słowaccy grotołazi zbadali całą jaskinię.
2 i 14 kwietnia 2013 roku zostały wykonane pomiary jaskini.